# トリガタハンショウヅル
トリガタハンショウヅル（鳥形半鐘蔓、学名: Clematis tosaensis）は、キンポウゲ科センニンソウ属の木本性のつる植物。別名、アズマハンショウヅル（東半鐘蔓）。

## 特徴
つる性の茎は淡紫褐色で無毛。葉は対生し、1回3出複葉で、小葉は卵形から卵状披針形、長さ2-9cm、幅0.8-5cm、先は鋭頭、縁に粗い鋸歯があり、基部はくさび形からやや円形となり、葉柄は長さ1.5-10cmになる。葉の両面にまばらに伏した毛が生える。葉は落葉性。
花期は4-6月。花は両性で、茎の葉腋に単生し、鐘形で径1.5-3cm、下向きに咲く。花柄は長さ2-11cmあり、開出毛がある。花柄に線形の小苞があるが、芽鱗に覆われているため外側からは見えない。花弁状の萼片は4個、楕円形で長さ2-3cm、幅0.4-1.2cm、黄白色で背面は有毛か無毛、縁に伏した毛が生え、先端は鋭形または円形となって反曲する。花弁はない。雄蕊は多数あり、長さ10-15mm、花糸に斜上毛が密生し、葯は長さ2mmで葯隔は突出しない。果実は狭卵形の痩果で、長さ6mm、有毛または無毛。残存花柱は長さ2-4cmに伸び、羽毛状に開出毛が密生する。

## 分布と生育環境
日本固有種。本州の宮城県以南、四国、九州（福岡県・大分県・長崎県）に分布し、山地や丘陵地の林縁、明るい林内に生育する。

## 名前の由来
和名トリガタハンショウヅルは、「鳥形半鐘蔓」の意。牧野富太郎 (1892) による命名で、牧野 (1889) が高知県（現）仁淀川町の鳥形山で採集したものをタイプ標本としたことから「鳥形」となり、ハンショウヅル C. japonica に似ることから「鳥形半鐘蔓」となった。牧野 (1897) は、「予始メ之レヲ土佐鳥形山ニ採ル花梗短ク萼色淡緑ニシテ質薄シ葉形はんしゃうづるト酷ダ相似タリ」と述べている。なお、「半鐘蔓」とは花が「半鐘」に似て、つる性であることからいう。
別名のアズマハンショウヅルは、「東半鐘蔓」の意で、牧野 (1901) が東日本である栃木県の日光で標本を採集したことからくる和名であり、牧野 (1904) が、ハンショウヅル C. japonica の変種として命名した。現在は、本種のシノニムとなっている。
種小名（種形容語）tosaensis はタイプ標本の採集地である「土佐の」の意味。

## 下位分類
- ムラサキアズマハンショウヅル Clematis tosaensis Makino. f. purpureofusca (Hisauti) Yonek. (2011)[12]- 別名、ムラサキトリガタハンショウヅル。花が紫色をおびるものを品種とする[7]。

## ギャラリー

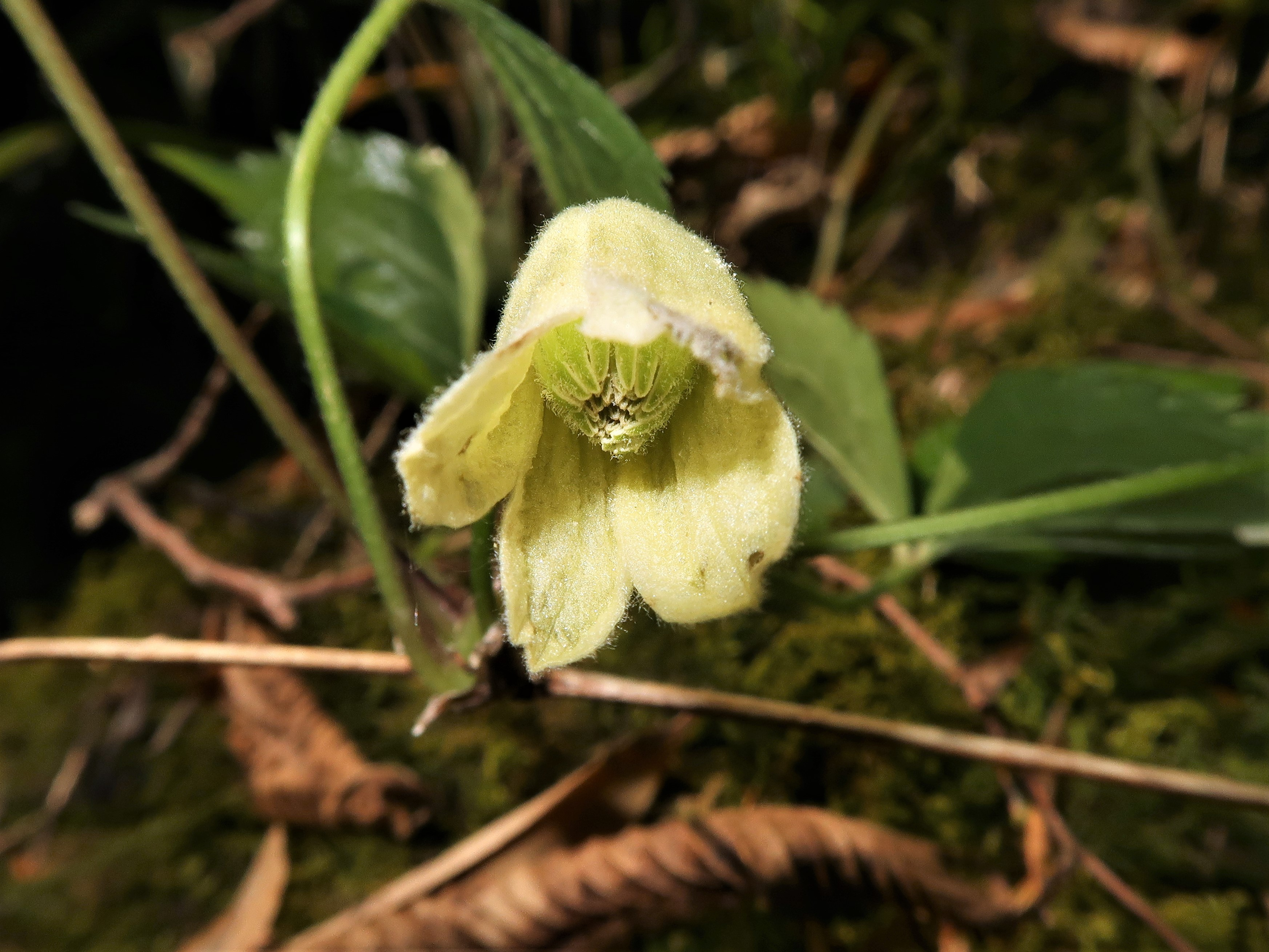
花弁状の萼片の背面は有毛で、縁に伏した毛が生える。
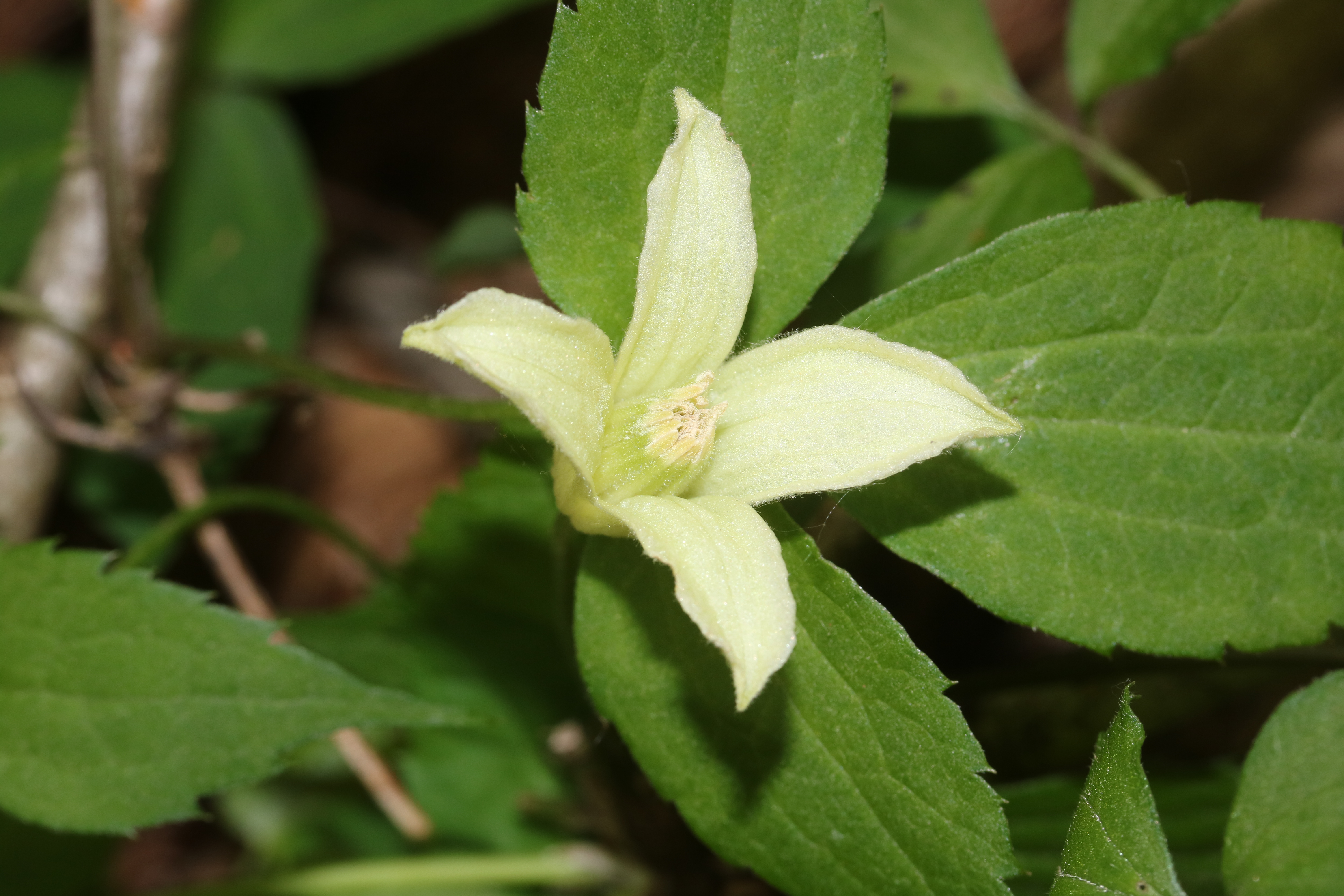
花弁状の萼片は4個、楕円形で、先端は鋭形または円形となって反曲する。（滋賀県横山岳）
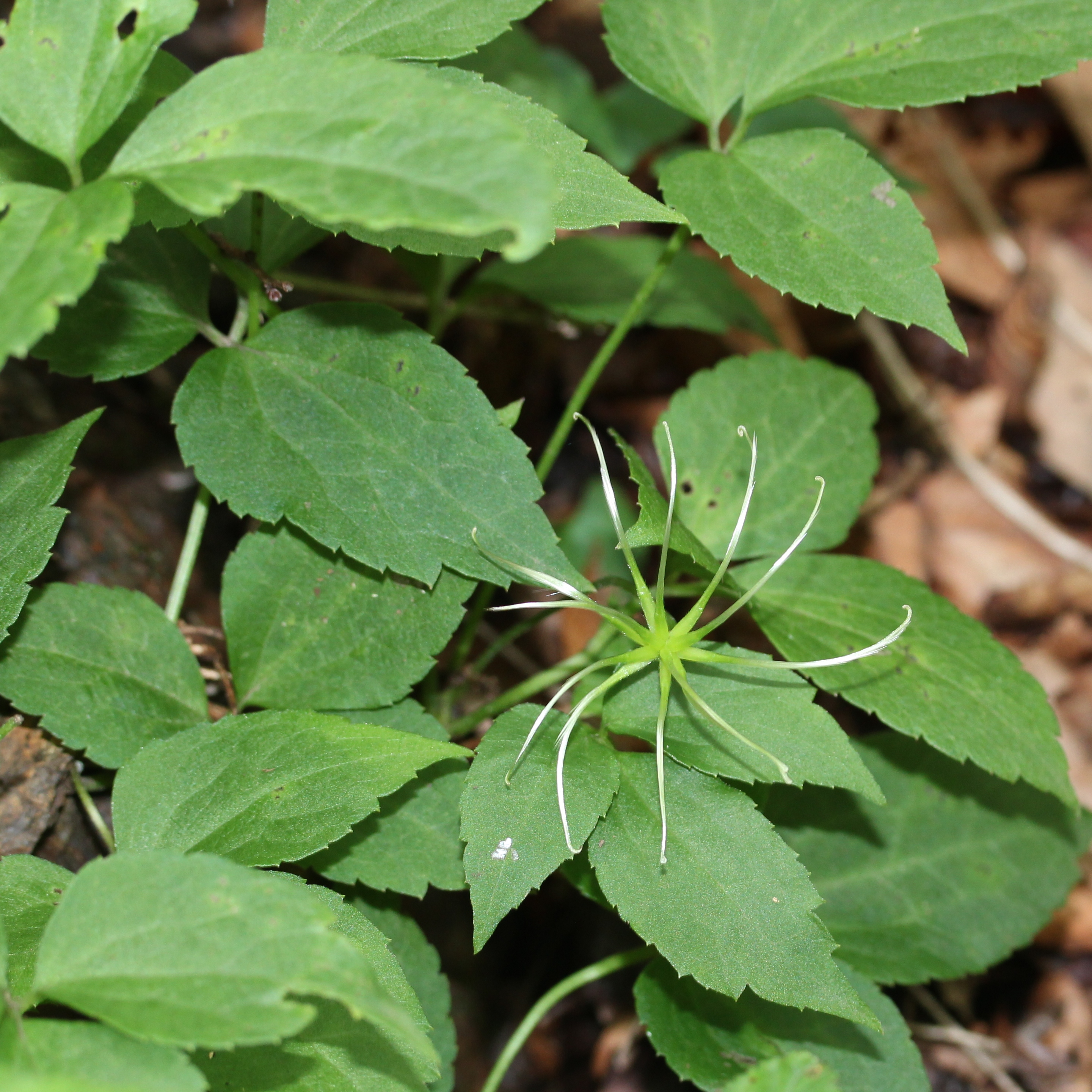
若い果実。（岐阜県揖斐川町）
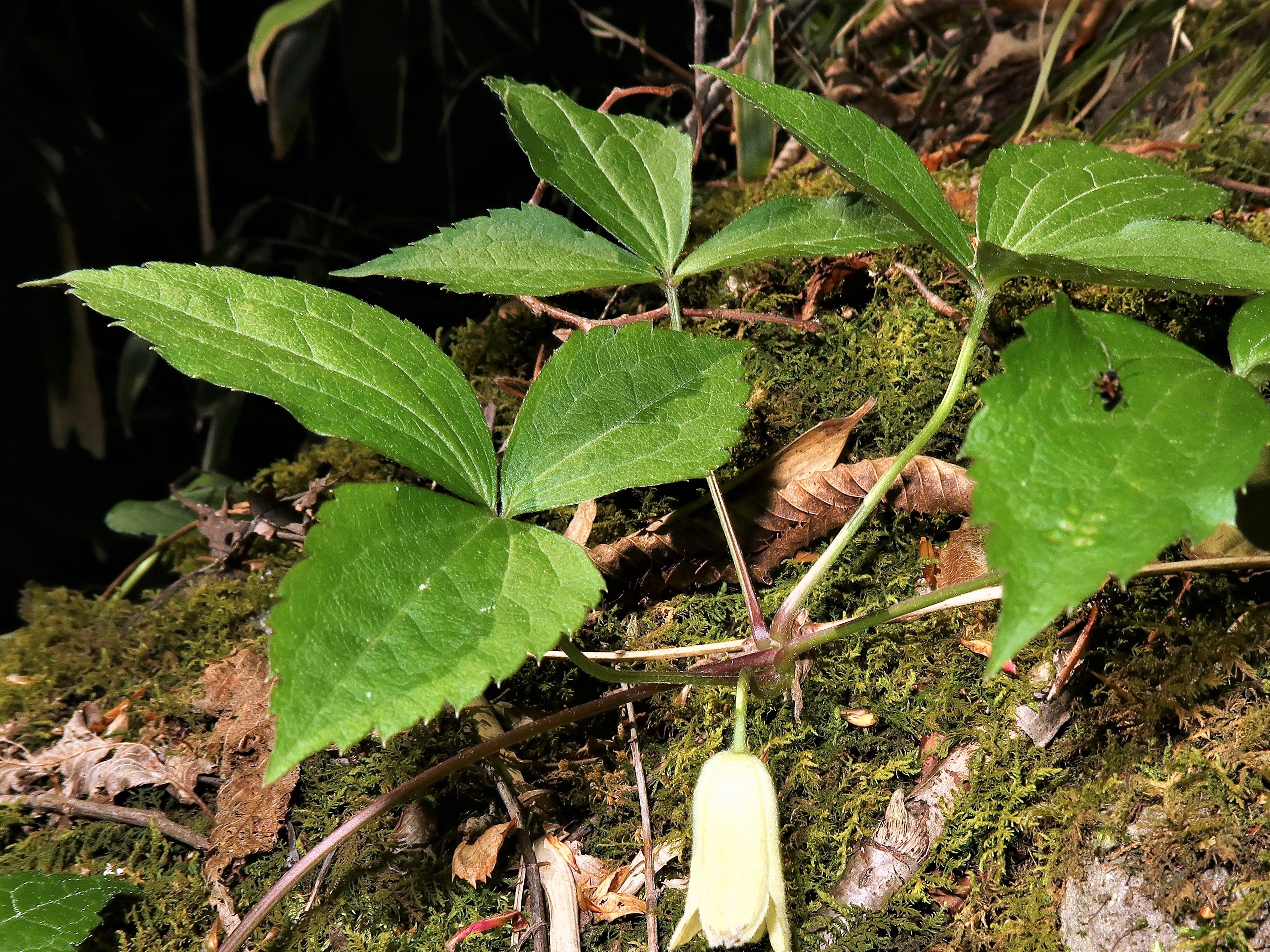
葉は対生し、1回3出複葉で、小葉は卵形から卵状披針形、先は鋭頭、縁に粗い鋸歯があり、基部はくさび形からやや円形となり、葉柄は長い。花は下向きに咲く。

## 分類
つる性木本で下向きに白い花を咲かせるという点においては、同属のなかで似ている種にシロバナハンショウヅル C. williamsii があり、本州の関東地方から近畿地方の太平洋側、四国、九州に分布する。同種の花は広鐘形で、萼片は円形から倒卵状楕円形で、長さ1.5-2cmであり、お椀を伏せた形になり、本種のように細長い半鐘形とはならない。
また、ハンショウヅル C. japonica に似るが、同種の花は紫褐色なので区別がつく。しかし、同種の品種に花が黄白色のシロハンショウヅル C. Japonica f. cremea があり、本州の関東地方から中部地方に分布する。同種は、基本種を含め、花柄の中部付近に1対の披針形の小苞があり、本種はそれが隠れて見えないので区別することができる。　